# 抵抗消失法

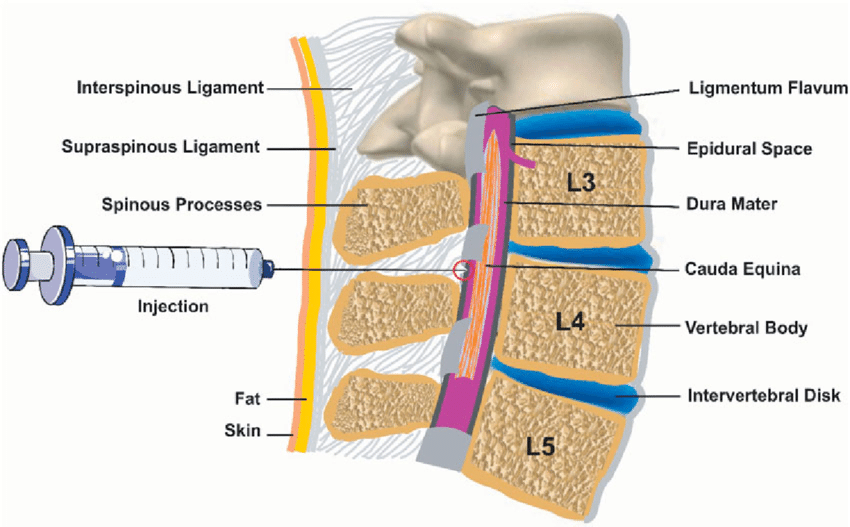
抵抗消失法による硬膜外腔確認の模式図。硬膜外麻酔において、専用の注射針、ツーイ針に生理食塩水を充填した注射器を接続して針を進めると、針先が密な結合織である黄色靭帯から、疎性結合織からなる硬膜外腔に到達した瞬間、生理食塩水が硬膜外腔に流出し、注射器のピストンに伝わる術者の指への抵抗減弱を感じとることができる。

抵抗消失法(ていこうしょうしつほう、英: loss of resistance method、LOR) とは、注射針に接続したシリンジ内の圧力変化を検知することにより、硬膜外腔という潜在腔を特定する方法である。別名として、ドリオッティの原理（ドリオッティのげんり）とも呼ばれ、1933年にイタリア人心臓外科医アキッレ・マリオ・ドリオッティが初めて述べた硬膜外麻酔における原理である。

## 解説
注射器のピストンに一定の圧力をかけながら、黄色靱帯を経由して硬膜外腔まで、硬膜外麻酔専用の針(ツーイ針)を進めると、硬膜外腔に入った時点で圧力の変化による抵抗の減少が起こる。 硬膜外腔を確認することで、その後の局所麻酔薬などの投与が可能となる。硬膜外麻酔とは、例えば、無痛分娩に用いられる手技である。
この方法は2023年現在も使用されており、一般に生理食塩水抵抗消失法（LORS）またはその変法である空気抵抗消失法（LORA）と呼ばれている。これらはそれぞれ生理食塩水と空気を用いて硬膜外腔を同定する。LORA法では気脳症や空気塞栓などの合併症のリスクが高いため、一般的にはLORS法が好まれている。